# توني أوكونور (ملحن)
توني أوكونور (بالإنجليزية: Tony O'Connor)‏ هو ملحن أسترالي، ولد في 15 مارس 1961، وتوفي في 23 مايو 2010 في كوينزلاند في أستراليا.

## وصلات خارجية
- الموقع الرسمي
- توني أوكونور على موقع ميوزك برينز (الإنجليزية)
- توني أوكونور على موقع أول ميوزيك (الإنجليزية)
- توني أوكونور على موقع ديسكوغز (الإنجليزية)